# Квантовая теория оценивания
Квантовая теория оценивания — раздел математической статистики, занимающийся вопросами оценивания параметров наблюдаемых объектов и процессов в случаях, когда процессы передачи и приёма информации описываются не классической статистикой, а имеют существенно квантовый характер, например в системах оптической связи. Начало разработке этого направления математической статистики было положено К. Хелстромом,
П. А. Бакутом и С. С. Щуровым, А. С. Холево.
Потребность в квантовой теории оценивания вызвана тем, что, например, в задачах обнаружения света от слабых источников имеется неустранимое взаимовлияние различных компонент электромагнитного поля в различных точках и в различные моменты времени, которое описывается квантовой теорией и приводит к невозможности использования вероятностных распределений, на которых основана классическая теория статистики.
Классическая теория оценивания описывает состояния системы как точки в многомерном фазовом пространстве. Статистически неопределенные состояния описываются вероятностными распределениями в фазовом пространстве. Целью классической теории статистики является нахождение наилучшего вероятностного распределения для описания системы. Стратегии поиска минимальной средней стоимости используют вещественные функции.
В отличие от классической, квантовая теория оценивания описывает состояния системы как векторы в гильбертовом пространстве, преобразующиеся при помощи линейных операторов. Статистически неопределенные состояния описываются линейным оператором (оператор плотности). Целью квантовой теории статистики является поиск наилучшего оператора плотности. При поиске минимальной средней стоимости используются вероятностно-операторные меры.